# Via Flavia

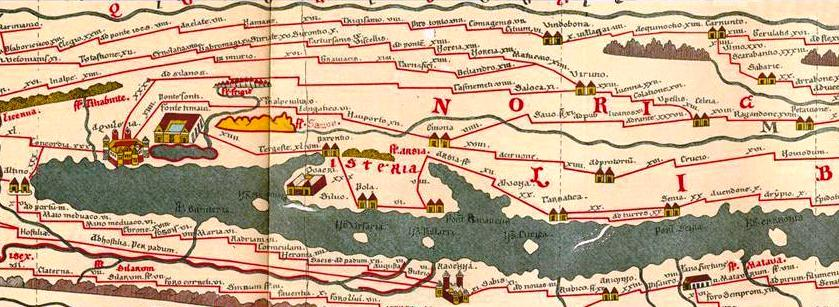
Venezia Julia, Slovenia, Istria in de Tabula Peutingeriana

De Via Flavia is een Romeinse weg die Triëst verbond met Dalmatië via de kust van het schiereiland Istrië. De weg werd aangelegd tijdens het bewind van keizer Vespasianus in 78-79 na Christus.
Na Triëst liep de Via Flavia langs Rižana (Slovenië) over de Dragonja-rivier en bij Ponte Porton (Kroatië) over de grootste rivier van Istrië, de Mirna. Daarna bereikte de weg de Limvallei en liep vervolgens via Dvigrad, Bale en Vodnjan door tot Pula. Daarna ging het naar Visače en over de Raša-rivier, waarna de Via Flavia als lokale weg via Labin en Plomin doorliep tot in Kastav, waar de weg aansloot op de Via Gemina.
Van de Via Flavia zijn ondertussen bijna alle sporen verdwenen.